# David Huddleston
David Huddleston (n. 17 septembrie 1930, Vinton⁠(d), Virginia, SUA – d. 2 august 2016, Santa Fe, New Mexico, SUA) a fost un actor, ofițer din Statele Unite ale Americii.

## Filmografie
- Slaves - Holland (1969)
- Norwood - Uncle Lonnie (1970)
- Rio Lobo - Dr. Jones (1970)
- Fools' Parade - Homer Grindstaff (1971)
- Something Big - Malachi Morton (1971)
- Brian's Song - Ed McCaskey (1971)
- Bad Company - Big Joe (1972)
- McQ - Pinky (1974)
- Heatwave! - Arnold Brady (1974)
- Blazing Saddles - Olson Johnson (1974)
- Billy Two Hats - Copeland (1974)
- Nightmare Honeymoon - Pete Carroll (1974)
- The Klansman - Mayor Hardy Riddle (1974)
- Breakheart Pass - Dr. Molyneux (1975)
- Sherlock Holmes in New York - Inspector Lafferty (1976)
- Crime Busters - Captain McBride (1977)
- The Greatest - Cruikshank (1977)
- Capricorn One -  Congressman Hollis Peaker (1977)
- The World's Greatest Lover - Bakery Owner (1977)
- Zero to Sixty - Harold Finch (1978)
- Gorp - Walrus Wallman (1980)
- Smokey and the Bandit II - John Conn (1980)
- Go for It - Tiger (1983)
- Finnegan Begin Again - Jack Archer (1985)
- Santa Claus: The Movie - Santa Claus (1985)
- Frantic - Peter (1988)
- Life with Mikey - Mr. Corcoran (1993)
- The Big Lebowski - The Big Lebowski (1998)
- G-Men from Hell - Dr. Boifford (2000)
- The Producers - Judge (2005)
- Locker 13 - Floyd (2009)1971 the homecomming